# Màrius Mateo
Màrius Mateo i Barberà (Sant Gervasi de Cassoles, Barcelona, 21 de juny de 1889 - 1958?) fou un violinista, compositor i director d'orquestra català.

## Biografia
Nascut a Barcelona, fill del professor de piano Carles Mateo, va començar a estudiar violí a Buenos Aires amb el professor Joan Ferrer, on la seva família s'havia traslladat quan Màrius tenis tres anys, i va continuar dels nou als catorze anys a l'Escola Municipal de Música de Barcelona amb els mestres Clemente Ibarguren, Joan Pellicer, Joan Lamote de Grignon i Antoni Nicolau. En finalitzar els estudis, va ser becat per l'Ajuntament de Barcelona per anar a Berlín, on va ser deixeble de Joseph Joachim i de Max Bruch. El 1915 va fer el seu primer concert al Palau de la Música Catalana. El 1921, Mateo va traslladar-se a Mèxic, on va viure fins a l'any 1925; allà va ser professor del conservatori i hi va fundar i dirigir una orquestra. També va realitzar algunes gires per Cuba, Argentina, Brasil i els EUA. El 1926, fixà la seva residència a París i l'octubre de 1929, amb motiu de l'Exposició Internacional de Barcelona, va organitzar un cicle de concerts a la seva ciutat natal, finançats per la Diputació de Barcelona i amb el nom de Música Simfónica Iberoamericana. Artistes de la talla d'Heitor Villa-Lobos, Carlos Pedrell, Carlos López Buchardo, Alejandro García Caturla, Alberto Williams i Montserrat Capmany van participar en aquest cicle de concerts.
Durant la Segona República va rebre males crítiques per part d'algunes revistes culturals com ara El mirador, sembla que per raons econòmiques i ideològiques. En canvi, va seguir rebent grans elogis de la crítica i el públic en les seves gires internacionals. Durant la Guerra Civil va fer diverses actuacions a Barcelona.
Més tard, suposadament per circumstàncies familiars, va anar a viure a Portugal, on va mantenir l'activitat concertística i creativa.
Al llarg de la seva vida, Màrius Mateo va fer gires de concerts per Alemanya, Àustria, França, Bèlgica, Espanya i Amèrica del Sud. Alguns compositors van escriure obres expressament per a ell i se li deuen les primeres audicions a Espanya del Concert Rus de Lalo, de la Suite de Ries i del Concert en si menor de D'Ambrosio.
L'eminent musicòleg alemany A. Moser va escriure: "Considero Màrius Mateo com una aparició extraordinària entre els músics actuals" i Max Bruch va afirmar que no esperava escoltar mai una interpretació tan emotiva del seu Concert per a violí núm. 1 com la de M. Mateo.
Tocava un violí del luthier austríac Jacob Steiner construït l'any 1659.

## Obres
La seva obra com a compositor no va ser gaire abundant, però va tenir una bona acollida per part del públic i de la crítica. Va transcriure i arranjar moltes peces curtes originals per a altres instruments i en gairebé tots els concerts en va interpretar alguna. Diverses transcripcions seves van ser editades per Breitkopf & Härtel.
El seu poema musical "Artá", dedicat a Falla, li va valer el reconeixement dels seus companys Felip Pedrell i Eduard López-Chávarri. La seva òpera "Majas" va ser estrenada amb gran èxit al Gran Teatre del Liceu, a Barcelona, i al Teatro Real de Madrid durant la temporada del 1916-1917. També va escriure una sonata per a violí i piano dedicada a Eugène Ysaÿe i un petit recull de peces per a piano, anomenat Quadrets de la Costa Brava, sobre poemes de Joan Arús i R.Tagore.

### Llista dels títols més destacats

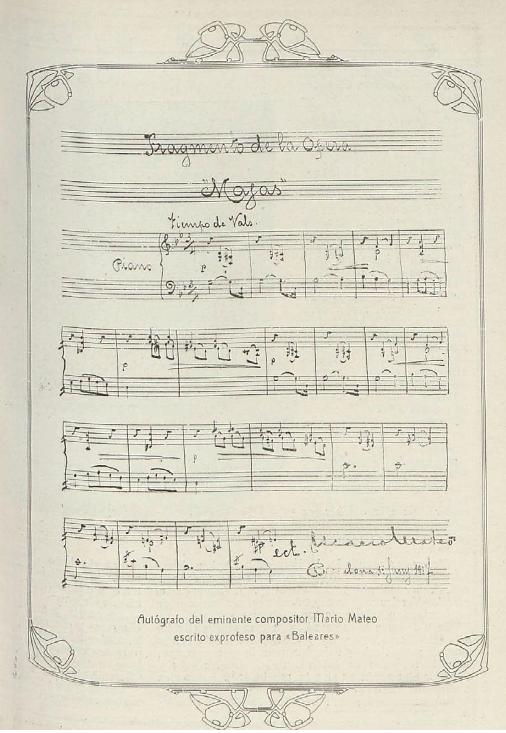
"Majas" de Màrius Mateo

#### Arranjaments d'obres d'altres compositors
-Toccata, op. 39 de Cécile Cheminade
-Chanson Populaire de Robert Schumann
-Rêverie de Robert Schumann
-Le Nid de Robert Schumann
-Sur le Rhin de Robert Schumann
-Les deux grenadiers de Robert Schumann
-Le Lotus de Robert Schumann
-Gavotta de Francesco Geminiani
-Cançó Catalana de Francesc Alió

##### Obres de gran format
-Poema de Occidente: obra simfònico-coral que fa referència a les aparicions de la Verge de Fàtima.
-Poema musical Artá
-Majas (òpera)
-Juergas, suite per a orquestra

##### Música de cambra
-Poema musical Concòrdia per a violoncel, oboè, fagot, piano i trompa
-Quadrets de la Costa Brava per a piano
-Sonata per a violí i piano
-Sonata 1930 per a piano
-Invocació i Deixondiment per a veu i piano